# Begoña Curero Sastre
Begoña Curero Sastre (Santa Coloma de Gramenet, 1990) és una nedadora paralímpica catalana.
Internacional amb la selecció espanyola, ha aconseguit quatre medalles al Campionat del Món de natació adaptada (2009) i una medalla de bronze al Campionat d'Europa (2009). Participà als Jocs Paralímpics de Londres 2012 en la prova de 200 m estils SM5.

## Palmarès
- 4 medalles al Campionat del Món de natació adaptada de 25 m (2009)
  -  1 medalla d'argent en 50 m lliures S13
  -  1 medalla d'argent en 100 m esquena S13
  -  1 medalla de bronze en 100 m estils SM13
  -  1 medalla de bronze en 200 m estils SM13

- 1 medalla al Campionat d'Europa de natació adaptada (2009)
  -  1 medalla de bronze en 100 m lliures S13